# Emily Perkins
Emily Jean Perkins (Vancouver, 4 de mayo de 1977) es una actriz canadiense de cine, televisión y teatro.

## Carrera
Emily comenzó a desempeñarse en el arte dramático a los ocho años. Cuando era niña protagonizó la película para televisión Small Sacrifices, actuando junto a Farrah Fawcett, y la miniserie It, basada en la novela homónima de Stephen King, en el papel de Beverly Marsh. En 1990 recibió en Canadá el premio Youth Achievement Award de la TYV por sus dotes como actriz.
Se la conoce por su papel en las tres películas de Ginger Snaps: Ginger Snaps, Ginger Snaps 2: Los Malditos y Ginger Snaps: El Origen. Su trabajo en la trilogía le proporcionó reconocimiento internacional, incluyendo un premio a la mejor actriz en la Semana Internacional de Cine Fantástico de Málaga. Otros títulos de su filmografía incluyen Insomnia, con Al Pacino y Robin Williams, y Prozac Nation, protagonizada por Christina Ricci.
En 2003, Perkins ganó un Premio Leo a la mejor actriz de reparto por su papel en la galardonada serie de la CBC La clave Da Vinci. Su trayectoria televisiva también incluye un papel principal en la película para televisión Christy y en su secuela Christy: Choices of the Heart, además de apariciones en Smallville y The X-Files.

## Filmografía

### Cine
| Año  | Título                           | Rol                                   | Notas |
| ---- | -------------------------------- | ------------------------------------- | ----- |
| 1989 | Small Sacrifices                 | Karen Downs                           |       |
| 1989 | Little Golden Book Land          | Katy Caboose (voz)                    |       |
| 1990 | Anything to Survive              | Krista                                |       |
| 1993 | Miracle on I-880                 | Desiree Helm                          |       |
| 1993 | Woman on the Ledge               | Abby                                  |       |
| 1994 | Moment of Truth: Broken Pledges  | Suzanne Stevens                       |       |
| 1996 | In Cold Blood                    | Kathy Ewalt                           |       |
| 1996 | Past Perfect                     | Karen "chica tímida" Daniels          |       |
| 2000 | Ginger Snaps                     | Brigitte Fitzgerald                   |       |
| 2000 | Christy: Return to Cutter Gap    | Zady Spencer                          |       |
| 2001 | Christy: A Change of Seasons     | Zady Spencer                          |       |
| 2001 | Christy: A New Beginning         | Zady Spencer                          |       |
| 2001 | Prozac Nation                    | Ellen                                 |       |
| 2002 | Insomnia                         | Joven dando un discurso en un funeral |       |
| 2004 | Ginger Snaps 2: Unleashed        | Brigitte Fitzgerald                   |       |
| 2004 | Ginger Snaps Back: The Beginning | Brigitte Fitzgerald                   |       |
| 2006 | She's the Man                    | Eunice Bates                          |       |
| 2007 | Juno                             | Recepcionista punk                    |       |
| 2008 | Another Cinderella Story         | Brittany "Britt" Blatt                |       |
| 2010 | Blood: A Butcher's Tale          | Chica gótica                          |       |
| 2010 | Repeaters                        | Jumper                                |       |
| 2014 | Extraterrestrial                 | Nancy                                 |       |

### Televisión
| Año             | Tctulo               | Rol                                   | Notas |
| --------------- | -------------------- | ------------------------------------- | --- |
| 1989            | Danger Bay           | Shannon Darcus                        | Episodio "Up The Coast"                                                                                         |
| 1990            | It                   | Joven Beverly Marsh                   | Miniserie |
| 1990            | Mom P.I.             | Marie Sullivan                        | Regular en temporada 1                                                                                          |
| 1993            | The Odyssey          | Miembro del Concejo                   | Episodio "Welcome to the Tower"                                                                                 |
| 1998            | The X-Files          | Dara Kernof/Paula Koklos/Roberta Dyer | Episodio "All Souls"                                                                                            |
| 1998            | Da Vinci's Inquest   | Carmen                                | Episodio "The Most Dangerous Time"                                                                              |
| 2001–2005       | Da Vinci's Inquest   | Sue Lewis                             | Regular temporadas 4-7                                                                                          |
| 2002            | The Twilight Zone    | Dina                                  | Episodio "Night Route"                                                                                          |
| 2002            | Mentors              | Mary Shelley                          | Episodio "Transition"                                                                                           |
| 2004            | Dead Like Me         | Josie Feldman                         | Episodio "Haunted"                                                                                              |
| 2007            | Aliens in America    | Brenda                                | Episodio "Church"                                                                                               |
| 2009–2011, 2019 | Supernatural         | Becky Rosen                           | Episodios "Sympathy for the Devil", "The Real Ghostbusters", "Season 7, Time for a Wedding!", "Atomic Monsters" |
| 2010            | Hiccups              | Crystal Braywood                      | Regular |
| 2014            | When Calls the Heart | Marty Crocker                         | Episodios "Cease and Desist", "Lost and Found"                                                                  |